# Nu sta je hier
Nu sta je hier is een single van de Nederlandse rapgroep SFB in samenwerking met rapper Ronnie Flex en rapgroep Broederliefde uit 2015. Het stond in hetzelfde jaar als vijfde track op het album Reset the levels II - Boulevard van SFB.

## Achtergrond
Nu sta je hier is geschreven door Emerson Akachar, Francis Junior Edusei, Jackie Nana Osei, Kaene Marica, Melvin Silberie, Ronell Plasschaert en Tevin Plaate en geproduceerd door Spanker. Het is een nederhopnummer waarin de liedvertellers zingen over een meisje dat in de club bij hen komt staan. Het is de eerste keer dat de rapgroepen SFB en Broederliefde met elkaar samenwerken. Ronnie Flex had al eerder met SFB samen op tracks gestaan (Investeren in de liefde en Nigga als ik), maar nog niet met Broederliefde. In de videoclip, welke is gemaakt door Mike Static, zien de artiesten in een verlaten fabriekshal te zien. De single heeft in Nederland de dubbel platina status.

## Hitnoteringen
De artiesten hadden met het lied redelijk succes in de Nederlandse hitlijsten. Het piekte op de twaalfde plaats van de Single Top 100 en stond 27 weken in deze hitlijst. In de acht weken dat het in de Top 40 te vinden was, kwam het tot de zestiende positie.